# Chiết áp
Chiết áp, potentiometer hay biến trở chia áp là phần tử điện trở có ít nhất một tiếp điểm di động trên thân điện trở để tạo thành "bộ chia điện áp" chỉnh được. Tiếp điểm di động chia điện trở thành các phần có giá trị bù nhau, và khi đặt lên điện trở một điện áp (tín hiệu) V thì điện áp tại tiếp điểm là giá trị chia tỷ lệ điện áp đó theo các giá trị điện trở. Đó cũng là nguồn gốc để đặt tên là "chiết áp".
Chiết áp được dùng để điều khiển mức tín hiệu trong các thiết bị điện và điện tử. Trong phần lớn trường hợp công suất tiêu tán trên chiết áp là nhỏ, nhưng cũng có một số trường hợp công suất tiêu tán lên tới watt hoặc trăm watt.
Nếu một đầu ra của thân điện trở không được sử dụng, chỉ có một đầu ra và cần gạt, thì nó hoạt động như một điện trở thay đổi hoặc biến trở (trở biến đổi). Trong lịch sử các biến trở, thường là trở dây quấn, có công suất tiêu tán chịu được trên 1 W gọi là rheostat.

Ký hiệu 3 loại chiết áp: a) Biến trở b) Có 2 tiếp điểm c) Có các điểm ra bù.

## Phân loại
Chiết áp được chế tạo đa dạng, và phân loại theo tiêu chí khác nhau.

### Theo vật liệu
Điện trở của chiết áp được chế tạo theo hai nhóm vật liệu chính.
- Màng than graphit hoặc tương đương, là các chiết áp phổ biến trong điện tử tiêu dùng.
- Dây điện trở cao quấn lên trụ lõi, có độ chính xác, ổn định cao, dùng trong kỹ thuật điện tử đo đạc phân tích.

### Theo hình dạng điện trở
Phân loại theo hình dạng gắn với công dụng thì có các dạng chính:
- Chiết áp xoay có tấm điện trở hình vòng cung và tiếp điểm di động lắp trên cần xoay. Hầu hết chiết áp xoay là màng than.
- Chiết áp thanh trượt có tấm điện trở hình dạng dải thẳng và tiếp điểm di động lắp trên cần trượt. Các thiết bị dân dụng dùng trở màng than, còn thiết bị kỹ thuật dùng trở dây quấn.
- Dạng đặc biệt, như Helipot là dạng dây quấn trên một trụ, và trụ này lại được cuốn thành nhiều vòng dạng lò xo, thường là 10 vòng, tạo ra chiết áp chính xác 10 vòng xoay.

### Theo công dụng trong thiết bị
- Chiết áp lắp trên bảng điều khiển.
- Chiết áp tinh chỉnh trimpot hoặc trimmer, có kích thước nhỏ lắp lắp vào mạch in khi không điều chỉnh thường xuyên. Các trimpot có thể là màng than tiếp điểm xoay, nhưng các thiết bị kỹ thuật thường dùng loại dây quấn có độ ổn định và chính xác cao.

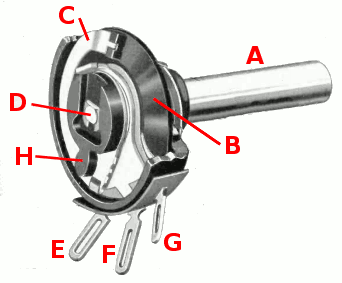
Cấu tạo chiết áp màng than xoay phổ biến
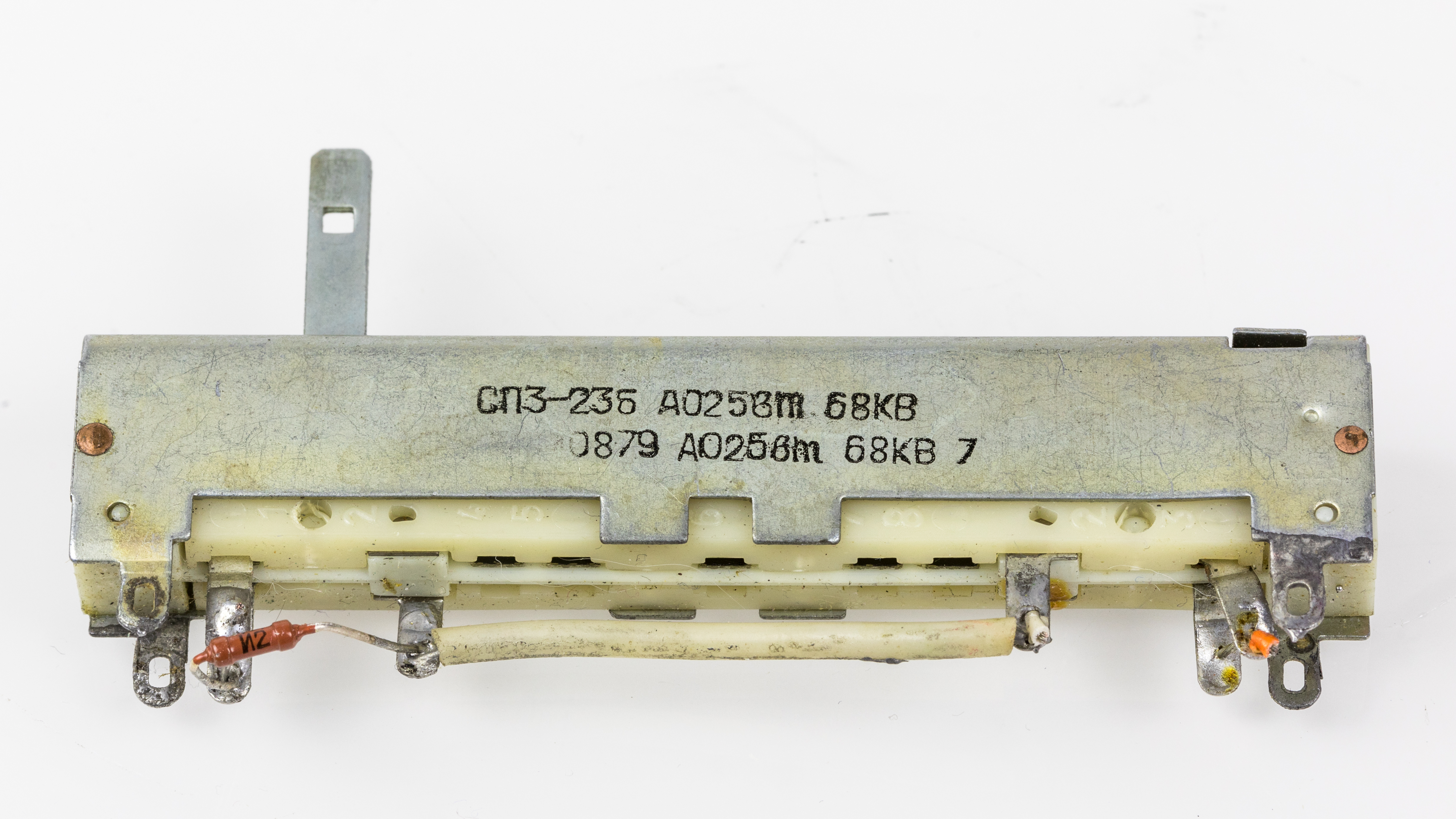
Chiết áp cần gạt
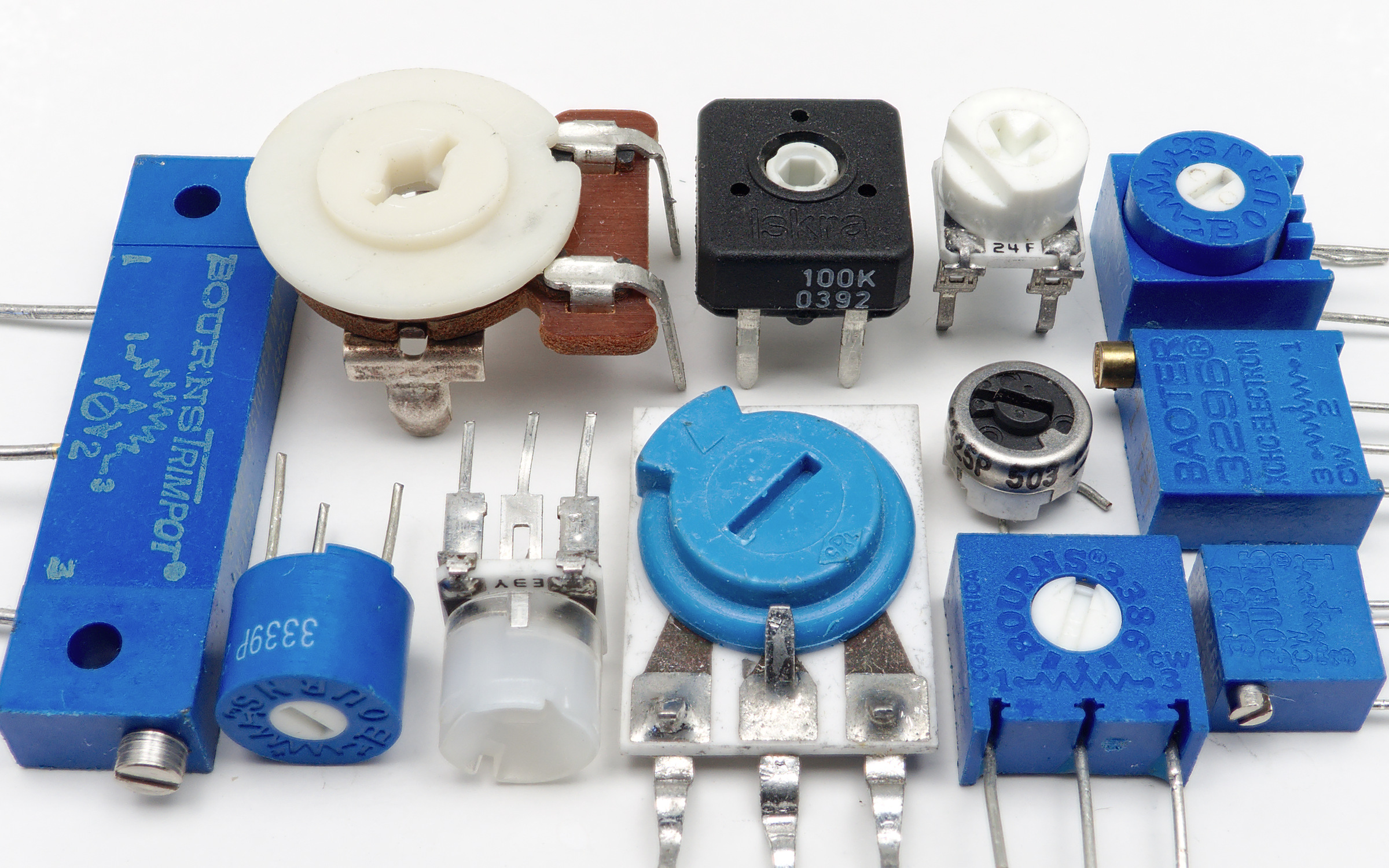
Chiết áp tinh chỉnh trimmer hoặc trimpot, lắp vào mạch in khi không điều chỉnh thường xuyên
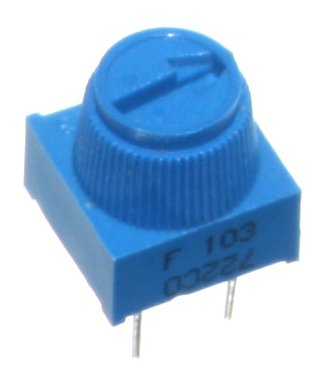
Trimpot 10 KΩ (dây quấn)
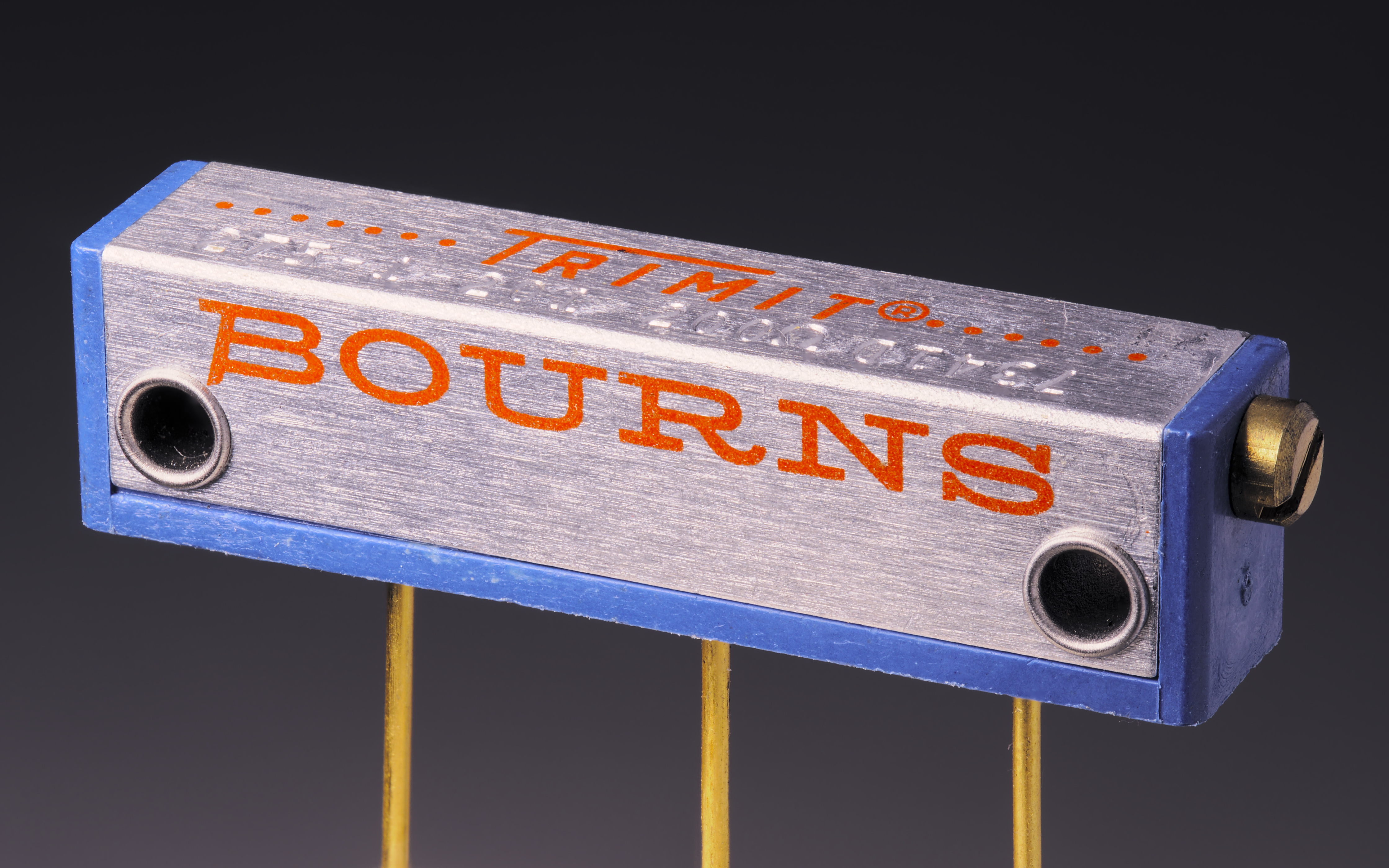
Trimpot chính xác cao (dây quấn)
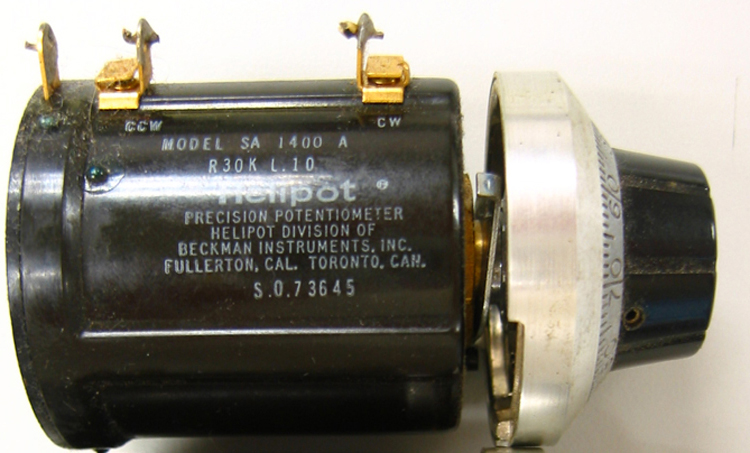
Chiết áp chính xác 10 vòng xoay Helipot hiệu Beckman
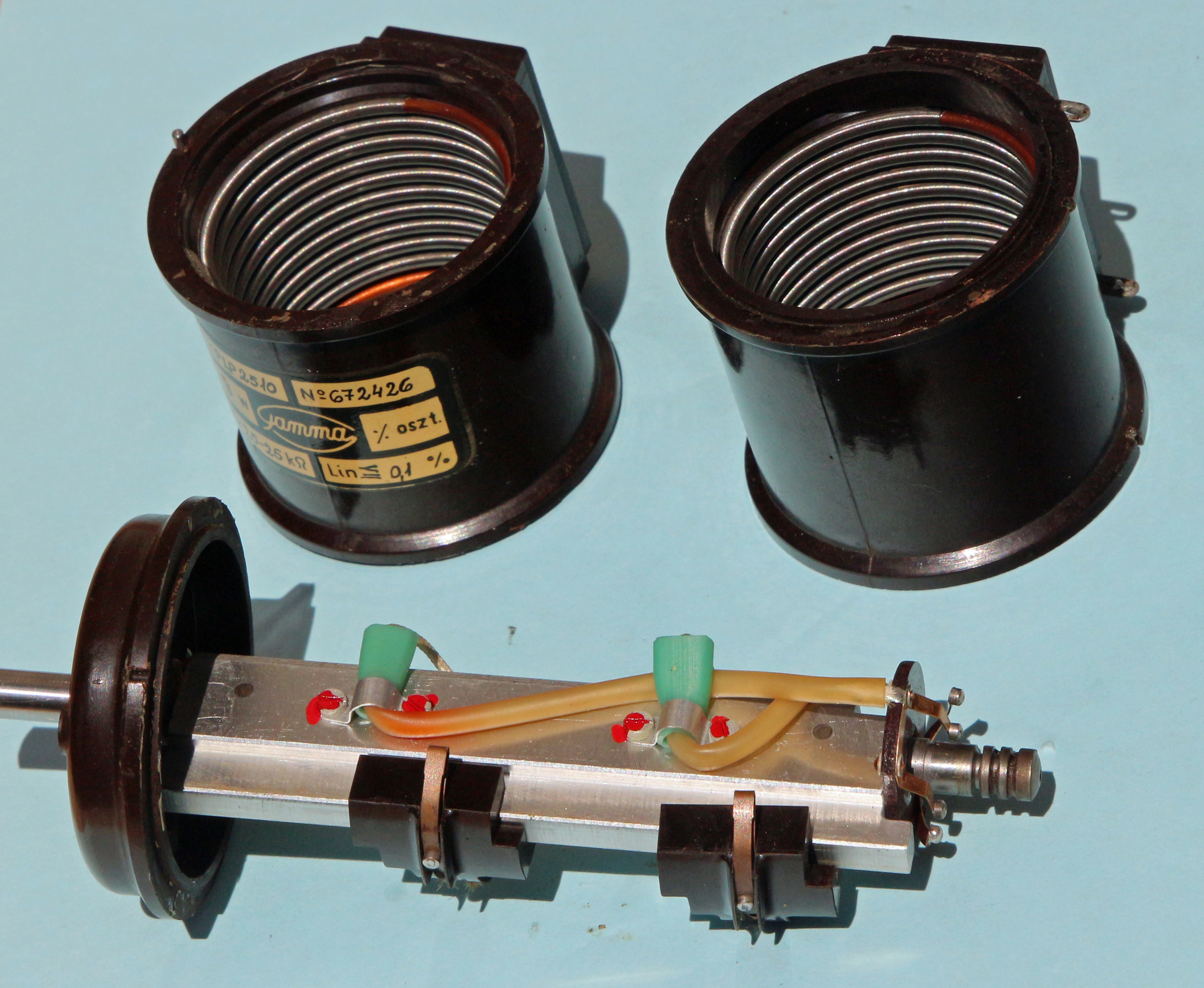
Bên trong Helipot
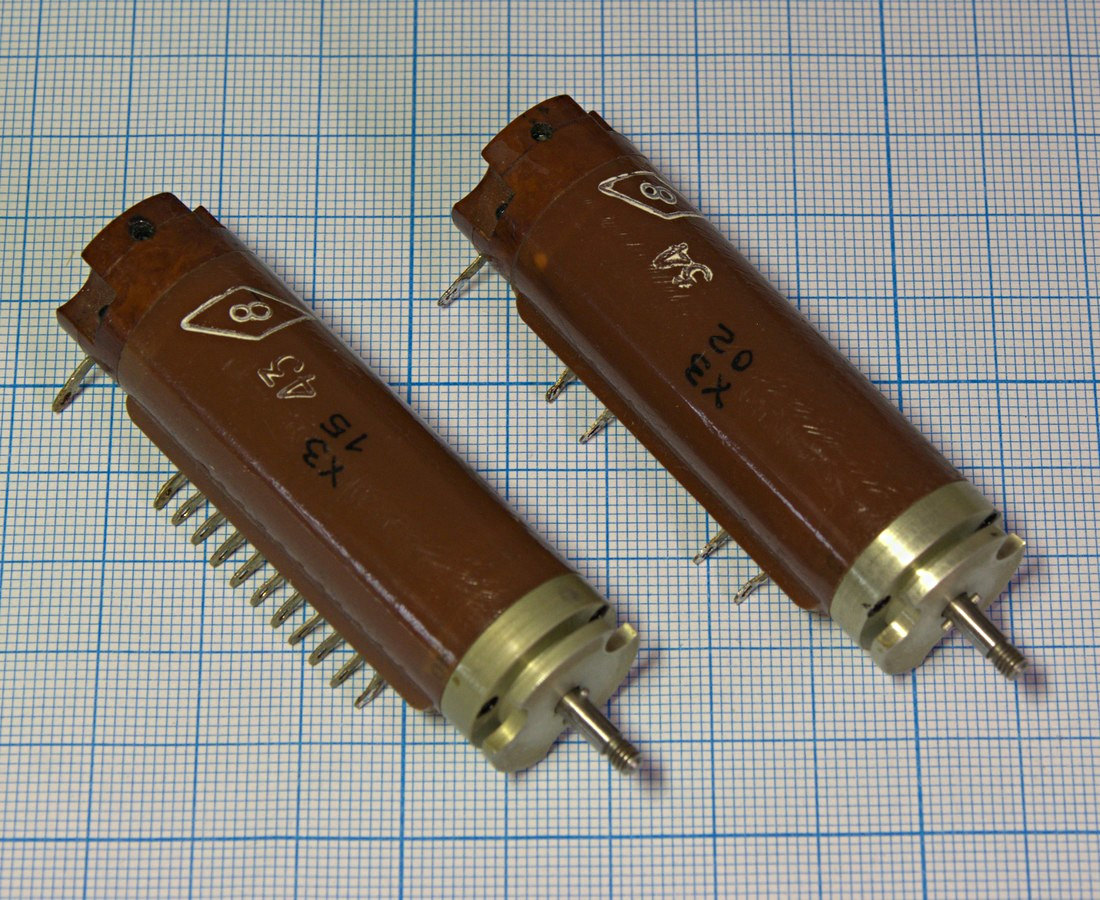
Một helipot có nhiều điểm ra bù từ thân điện trở

### Các dạng đặc biệt
Hầu hết chiết áp chế được chế ra có 1 tiếp điểm di động. Tuy nhiên một số hãng có chế ra các chiết áp có bố trí đặc biệt, hiếm gặp trong thực tế.
- Chiết áp trượt có 2 tiếp điểm trượt, để lấy ra hai mức chia áp. Hạn chế không gian cho ra các tiếp điểm di chuyển trong phạm vi liên quan đến nhau.
- Chiết áp có điểm ra bù, là chiết áp trên phần thân điện trở có thêm các điểm nối ra phụ. Khi nối các điện trở và tụ điện phù hợp vào các điểm này thì cải thiện được đặc trưng tần số của mạch chia áp ở các mức chia khác nhau.

## Chiết áp kỹ thuật số
Chiết áp kỹ thuật số là phần tử hiếm có trong ứng dụng thông thường. Có hai dạng: 
- Chiết áp có mảng điện trở chính xác cao được nối và điều khiển giá trị chia áp bằng mã số, để chia tín hiệu tương tự, như trong các mạch ADC và DAC.
- Chiết áp thuần túy số do phần mềm mô phỏng một hệ số nhân tín hiệu đã chỉ định.

## Ứng dụng
Chiết áp thường được sử dụng để điều khiển các thiết bị điện như điều khiển âm lượng trên thiết bị âm thanh. Khi dịch chuyển thanh trượt được vận hành bởi một cơ chế xác định thì nó có thể được sử dụng làm đầu dò vị trí, ví dụ trong joystick. Chiết áp hiếm khi được sử dụng để điều khiển trực tiếp công suất đáng kể, cỡ hơn một watt, vì công suất tiêu tán trong chiết áp sẽ tương đương với công suất trong tải điều khiển.